# Marcinów (powiat kutnowski)
Marcinów – wieś w Polsce położona w województwie łódzkim, w powiecie kutnowskim, w gminie Krzyżanów.
W latach 1975–1998 miejscowość należała administracyjnie do województwa płockiego.
Zobacz też: Marcinów, Marcinowo, Marcinówka